# Petlovo brdo
Petlovo Brdo ou, plus familièrement, Pevac (en serbe cyrillique : Петлово брдо ou Певац) est un quartier de Belgrade, la capitale de la Serbie. Il est situé dans la municipalité urbaine de Rakovica.

## Localisation
Petlovo brdo est situé dans la partie centrale de la municipalité de Rakovica, sur les pentes orientales d'une colline qui s'élève à une altitude de 205 m et qui porte le même nom. Le quartier s'est développé au carrefour de deux routes importantes pour la capitale serbe, l'Ibarska magistrala (la « route de l'Ibar ») et le Kružni put. Il est entouré par les quartiers de Labudovo brdo au nord et de Kijevo à l'est. L'ouest et le sud du quartier ne sont pas urbanisés. Plus loin en direction de l'ouest se trouve le quartier de Železnik et, plus loin vers le sud, se trouve le cimetière d'Orlovača, tous deux situés dans la municipalité de Čukarica.

## Transports
Le quartier de Petlovo brdo sert de terminus à trois lignes de bus de la société GSP Beograd, soit les lignes 42 (Slavija – Banjica – Petlovo brdo), 56 (Zeleni venac – Petlovo Brdo) et 59 (Slavija – Petlovo brdo).